# Bayer Antal (gyógyszerész, 1860–1948)
(Idősebb) Bayer Antal  (Eger, 1860. szeptember 4. – Budapest, 1948. október 29.) magyar gyógyszerész, aki elsőként hozott Magyarországon forgalomba ampullázott gyógyszereket.

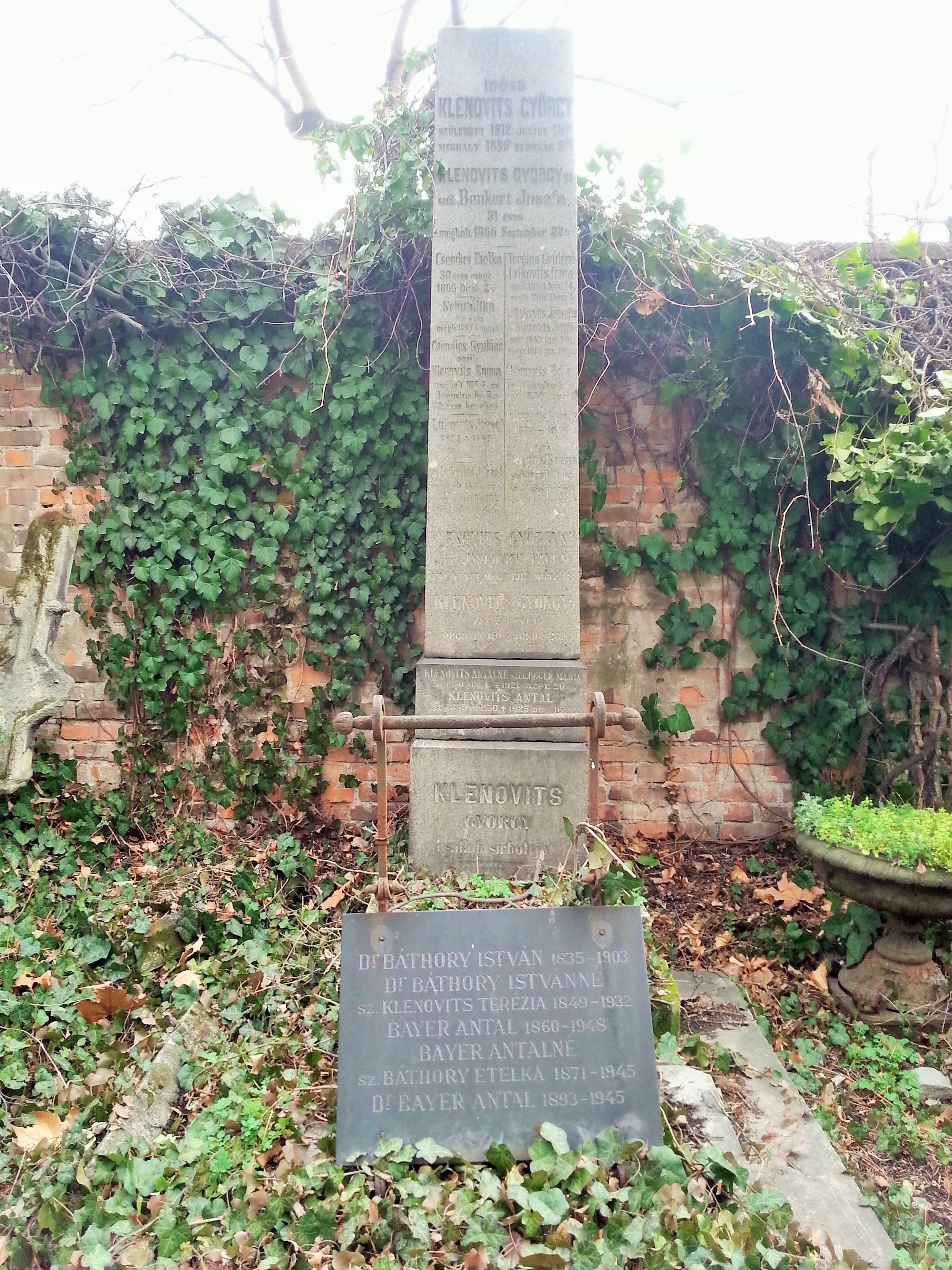
Sírja a Fiumei úti sírkertben a Klenovits család sírboltjában (Jobb oldali falsírboltok J-174)

## Életpályája
Bayer Antal iskoláit részben nagyszülei közelében, Pilsenben végezte. Prágában, Todor Sevčik gyógyszertárában gyakornokoskodott, majd 1884-ben a bécsi orvosi karon szerzett gyógyszerészoklevelet. Bécsben a Salvator gyógyszertárban, majd a Hof-Apothekében, ezt követően pedig Budapesten, nagybátyja, Bayer Arnold Angyal Gyógyszertárában dolgozott. 1888-ban megvette a Schwarzmayer János által 1881-ben alapított Andrássy út 84 sz. alatti Vörös Kereszt gyógyszertárat. 
Speciális gyógyszerkészítményeivel Londonban, Párizsban és Budapesten gyógyszerészeti világkiállításokon aranyérmet nyert. Elsőnek hozott forgalomba ampullázott gyógyszereket. 1905–1920 között a Magyarországi Gyógyszerészegylet és a Gyógyszerészek Országos Jóléti Alapja elnöke. Szerkesztette a Gyógyszerészeti Folyóiratot, cikkeket írt a Gyógyszerész Hetilapba.

## Családja
Apja Bayer József (1822-1882), anyja Kollanda Margit (1833-1887) A Bayer család a csehországi Dobřanyból származik, előbb Kassára, majd Egerbe települtek át. Öt testvére volt, köztük Bayer Anna (1858-1921), Kövér Gyula festőművész édesanyja, dr. Bayer Sándor (1860?-1923) budapesti kerületi tiszti főorvos és Bayer Henrik (1866-1931) egri szőlősgazda és városi tanácsnok. 1892-ben megházasodott. Felesége Báthory Etelka, Báthory István IX. kerületi tisztiorvos lánya volt. Egy gyermekük született, ifjabb Bayer Antal szintén gyógyszerész, akinek 1930-ban adta át véglegesen az akkor már Kereszt nevet viselő családi gyógyszertár vezetését.